# Aurore (association)
Pour les articles homonymes, voir Aurore.
Aurore est une association française créée en 1871. Elle œuvre pour l'accompagnement social, le soin et la réinsertion socio-professionnelle de personnes en situation d’exclusion ou de précarité. Elle est reconnue d’utilité publique depuis 1875.
Au 31 décembre 2019, l’association compte 2 040 salariés et accompagne plus de 50 000 personnes. Elle intervient principalement en Île-de-France notamment à Sevran mais aussi dans les régions d’Auvergne-Rhône-Alpes, Centre-Val de Loire, Grand-Est, Hauts-de-France, Nouvelle-Aquitaine, Occitanie et Pays-de-la-Loire .

## Histoire
Plusieurs associations pour la réinsertion des anciens détenus voient le jour en Europe au milieu du XIXe siècle. La France connaît plusieurs projets infructueux jusqu’à la naissance de la Société Générale pour le Patronage des Libérés (SGPL) autorisée à Paris par arrêté du 9 juin 1872 et dont les statuts sont rédigés par Jules de Lamarque.
L’association est reconnue d’utilité publique en 1875 et se trouve sous la tutelle du ministère de l’intérieur jusqu’en 1911.
Ses deux premiers présidents sont les parlementaires Léon Lefébure et René Bérenger, le premier voulant ancrer l’action de la société dans une orientation catholique et le second dans une orientation laïque. La SGPL est finalement définie comme une œuvre laïque dès 1879 par son conseil d’administration.
Le premier centre d’hébergement pour hommes avec ateliers est ouvert en 1877 avant l’ouverture d’un centre pour femmes quelques années plus tard, ainsi qu’un troisième en 1891,.
Les deux guerres mondiales vont frapper la société de plein fouet. Les subventions d’État diminuent pendant et après la grande guerre, ce qui entraîne notamment la fermeture du centre pour femmes, et la société ferme carrément ses portes pendant la Seconde Guerre mondiale.
Grâce à l'impulsion d'Albert Lévêque, contrôleur général de l’armée, et au soutien de la communauté catholique de la Légion de Marie, l’association reprend ses activités en 1946.
À partir de 1951, sans-abris et détenus libérés vont être accueillis par des pères franciscains et des bénévoles dont Pierre Bap, élu président en 1953. Celui-ci va mettre en œuvre de nouvelles orientations pendant une trentaine d’années. Il va multiplier les ouvertures de centres et va diriger l’action de la société vers le médico-social. Un nouveau centre qui comprend un hôpital de jour et un dispensaire de santé psychique voit ainsi le jour en 1965. Parallèlement la présence catholique prend fin en 1966.
La société générale pour le patronage des Libérés devient l'association Aurore le 29 juillet 1967, par décret du premier ministre et ses statuts sont modifiés. Son objectif est désormais : « La réadaptation sociale et professionnelle des personnes que la maladie, l’isolement, les détresses morales ou matérielles, un séjour en prison ou à l’hôpital ont privées d’une vie normale ».

## Missions
Tout en travaillant en partenariat avec l’État, les collectivités locales, les régions, les départements et les communes, l'action de l'association Aurore s'articule autour de 3 missions complémentaires à savoir l'hébergement, les soins et l'insertion dans une démarche pluridisciplinaire. L'accueil y est inconditionnel et l'accompagnement est individuel et global.
Des activités de réinsertion sociale et professionnelle, des maraudes, des centres d’hébergement, ou des structures de soins sont entre autres mis en place par l'association pour atteindre ses objectifs.
Le public est multiple et comprend par exemple des personnes en situation d'addiction, en situation de précarité, ou en rupture d'emploi, des femmes victimes de violence, des personnes handicapées, etc.

### Les actions menées àSevran
L'association est implantée dans la commune de Sevran depuis 1997. Elle met en place des jardins biologiques qui sont autant de démarches d'insertion sociale via ses « Ateliers Chantier d'Insertions ». Ces derniers sont situés « aux pieds des murs » de cités, allée des Chèvrefeuilles dans le quartier de Pont-Blanc et s’étendent sur 1,4 hectare.  
Les jardins biologiques permettent « une insertion professionnelle, une organisation d'activités périscolaires, d'être initié et sensibilisé à la culture biologique et à la protection de l'environnement » entre autres.
En plus de ces actions agricoles qui permettent la culture et la vente de paniers de légumes (20 tonnes par an), l'association a ouvert, en 2015, un restaurant social situé dans le quartier des Primevères-Savigny à proximité du quartiers des Beaudottes. Il est le fruit d'une collaboration entre l'association Aurore, les Résidences Sociales de France 3F et l'Adef (Association pour le Développement des Foyers). 
Le restaurant fait partie du Pôle territorial de coopération économique, « Restos Passerelle », spécialisé dans la cuisine des pays de l'Afrique de l'ouest tel que le Mali. Cette collaboration permet de réaliser, à coût réduit, 80 repas par jour.
Dans le cadre de ses actions, l'Association Aurore, ses partenaires et bénévoles créent des emplois via des insertions professionnelles pour des personnes en difficulté sociales ; en proposant à la population sevranaise, une alimentation biologique plus saine pour un budget modéré.   